# Juchilestes
Juchilestes is een geslacht van uitgestorven zoogdieren dat behoort tot de Eutriconodonta. Het leefde in het Vroeg-Krijt (Aptien, ongeveer 123 miljoen jaar geleden) en zijn fossiele overblijfselen zijn gevonden in China.

## Naamgeving
De typesoort Juchilestes liaoningensis werd in 2010 benoemd door Gao Chun-Ling, Gregory P. Wilson, Luo Zhe-Xi, A. Murat Maga, Meng Qingjin en Wang Xuri. De geslachtsnaam combineert een Mandarijn ju en chi, 'zaagtand' als verwijzing naar het triconodonte gebit met drie knobbels, met het Grieks lestes, 'rover'. De soortaanduiding verwijst naar de herkomst uit de provincie Liaoning.
Het holotype D2607 is een gedeeltelijke schedel met onderkaken gevonden in de Yixian-formatie bij Lujiatun (Liaoning, China).

## Beschrijving
Dit dier heeft misschien op een kleine opossum geleken. Het holotype bewaart een gedeeltelijke schedel en een volledig gebit, wat het mogelijk maakte om voor het eerst met meer precisie de mate van 'amfilestide' evolutie van de eutriconodonten te reconstrueren. Een studie uitgevoerd op fossielen van Juchilestes onthulde dat dit dier ondertanden had die erg leken op die van reeds bekende dieren, zoals Phascolotherium en Amphilestes, maar dat het bovenste middelste molaren bezat met stompe hoekige knobbels. Verder was de petrosus vergelijkbaar met die van andere eutriconodonten en de spalacoteriiden.

## Fylogenie
Fossielen geven aan dat dit dier behoorde tot de Eutriconodonta, een groep archaïsche zoogdieren met kiezen met drie in een lijn geplaatste knobbels; in het bijzonder heeft Juchilestes de geleerden in staat gesteld te begrijpen dat, binnen de eutriconodonten, de kleine groep van de traditionele amfilestiden misschien niet monofyletisch is (en misschien zelfs niet de traditionele eutriconodonten zelf; de klade is per definitie monofyletisch). In ieder geval lijkt Juchilestes deel uit te maken van een evolutionaire spreiding van eutriconodonten inclusief Hakusanodon uit het Vroeg-Krijt van Japan.